# Chris Anker Sørensen
Chris Anker Sørensen   (Hammel, 5 de setembre de 1984 - Zeebrugge, 18 de setembre de 2021) fou un ciclista danès, professional des del 2007 fins al 2018.
El 2008 va prendre part en els Jocs Olímpics de Pequín en la cursa en ruta en què acabà 12è de la classificació general, a 22" de Samuel Sánchez.
En el seu palmarès destaca la victòria en la 8a etapa del Giro d'Itàlia de 2010, amb final al Terminillo. El 2015 es proclamà Campió de Dinamarca en ruta.
Una vegada retirat passà a exercir tasques de comentarista esportiu a la TV 2. El 18 de setembre de 2021 va morir després que fos atropellat per una furgoneta a Zeebrugge mentre anava en bicicleta el dia previ a l'inici del Campionat del Món de carretera del 2021.

## Palmarès
- 2005
  - Vencedor d'una etapa del Gran Premi de Ringerike
- 2008
  - Vencedor d'una etapa del Critèrium del Dauphiné Libéré
  - Vencedor d'una etapa de la Volta a Àustria
- 2009
  - 1r a la Japan Cup
- 2010
  - Vencedor d'una etapa del Giro d'Itàlia
- 2011
  - Vencedor de la classificació de la muntanya del Tour de Romandia
- 2012
  -  Vencedor del Premi de la combativitat al Tour de França
  - Vencedor de la classificació de la muntanya de la Volta a Catalunya
- 2015
  -  Campió de Dinamarca en ruta

### Resultats al Tour de França
- 2009. 34è de la classificació general
- 2010. 69è de la classificació general
- 2011. 37è de la classificació general
- 2012. 14è de la classificació general.  Vencedor del Premi de la combativitat
- 2016. 84è de la classificació general

### Resultats a la Volta a Espanya
- 2007. 19è de la classificació general
- 2011. 12è de la classificació general
- 2013. 18è de la classificació general
- 2014. 29è de la classificació general

### Resultats al Giro d'Itàlia
- 2008. 28è de la classificació general
- 2010. 27è de la classificació general. Vencedor d'una etapa
- 2014. No surt (12a etapa)